# Andrea Pasqualon
Andrea Pasqualon (né le 2 janvier 1988, à Bassano del Grappa, dans la province de Vicence, en Vénétie) est un coureur cycliste italien.

## Biographie

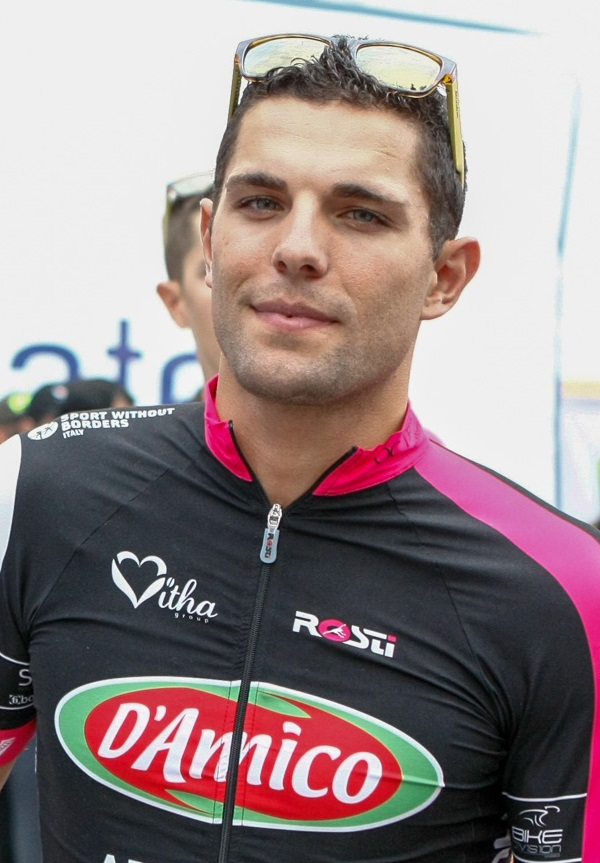
Andrea Pasqualon lors du Tour de Colombie 2014.

Andrea Pasqualon est membre en 2010 de l'équipe amateur italienne Zalf Désirée Fior. Cette année-là, il remporte deux courses d'un jour en Italie : le Trofeo Banca Popolare di Vicenza et le Giro del Casentino. À la fin de l'année, il court pour l'équipe ProTour Lampre-Fondital en tant que stagiaire. Lors de la saison 2011, il rejoint l'équipe continentale professionnelle Colnago-CSF Inox. 
En 2013, il remporte une étape du Tour du Limousin pour l'équipe Bardiani Valvole-CSF Inox. En 2014, il rejoint la nouvelle équipe Area Zero. Il obtient deux victoires au Grand Prix Südkärnten et lors d'une étape du Tour de Colombie. L'année suivante, il signe pour deux saisons au sein de l'équipe Roth-Škoda. En 2015, il s'adjuge une étape des Boucles de la Mayenne et du Tour de Haute-Autriche. En 2017, il rejoint l'équipe continentale professionnelle Wanty-Groupe Gobert et remporte la Coppa Sabatini. Il prend part pour la première fois au Tour de France qu'il termine à la 137e place.
Au mois de mars 2018 il termine septième du Grand Prix de Lillers-Souvenir Bruno Comini remporté par le coureur français Jérémy Lecroq. Le 1er mai, il réalise son meilleur résultat sur une course World Tour en prenant la quatrième place au sprint de l'Eschborn-Francfort. Il remporte par la suite le Grand Prix de Plumelec-Morbihan, ainsi que deux étapes et le général du Tour de Luxembourg. Ses bonnes performances lui permettent de prendre la tête du classement de l'UCI Europe Tour le 17 juin 2018 et d'être sélectionné pour participer à son deuxième Tour de France.
Fin juillet 2019, il est présélectionné pour représenter son pays aux championnats d'Europe de cyclisme sur route.
En 2020, il se classe dix-huitième de la Bretagne Classic remportée par l'Australien Michael Matthews et deuxième de la Coppa Sabatini.
En août 2022, l'équipe Bahrain Victorious annonce son recrutement pour 2023 et 2024.

## Palmarès et résultats

### Palmarès amateur
- 2008

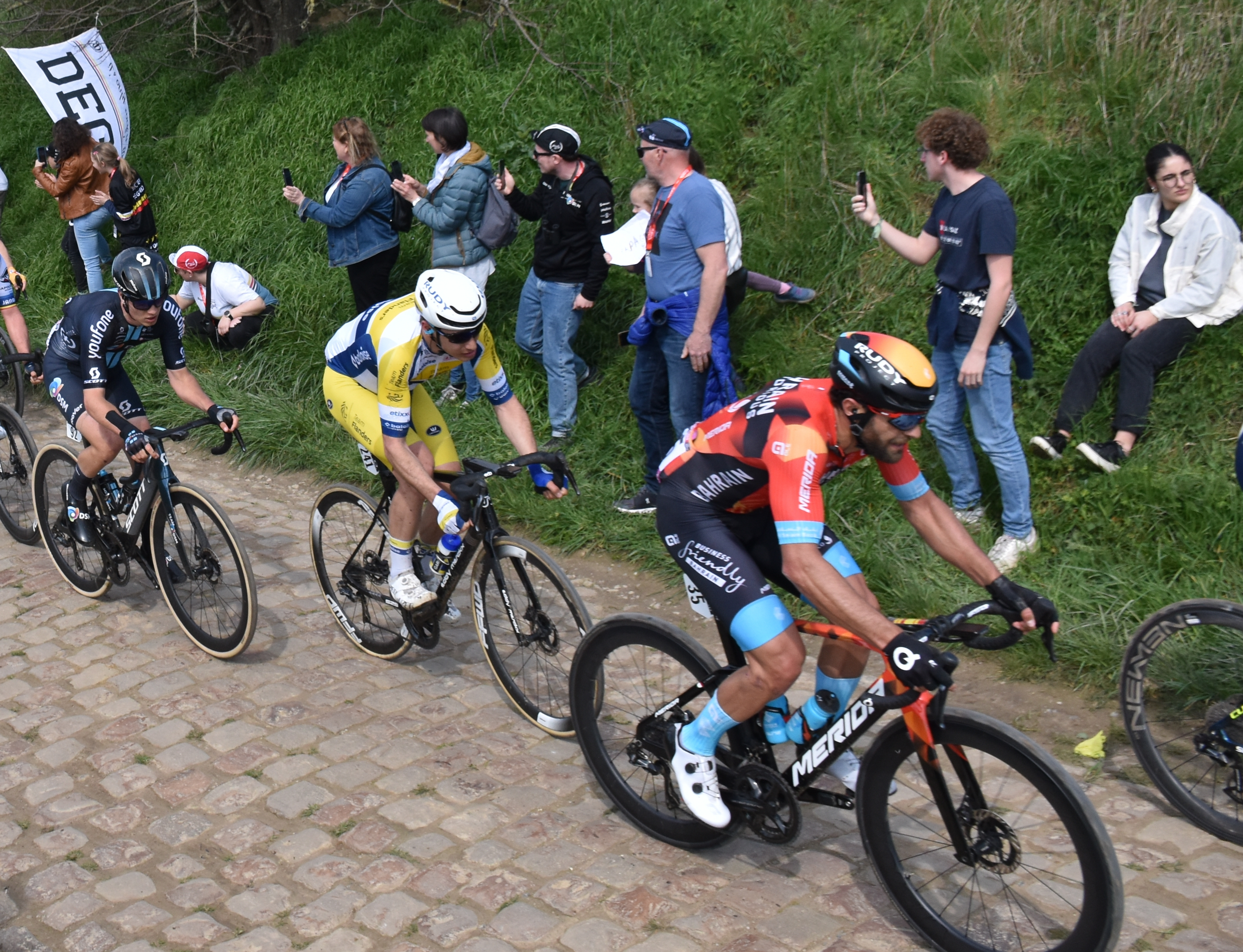
Paris-Roubaix 2023 - Secteur pavé de Quiévy à Saint-Python - N° 35 Andrea Pasqualon.

  - 2e du Gran Premio Sportivi San Vigilio
  - 3e du Circuito Guazzorese
- 2009
  - Medaglia d'Oro Ottavio Bottecchia
  - 2e du Mémorial Gerry Gasparotto
  - 2e du Trophée de la ville de Brescia
  - 2e du Trophée de la ville de Conegliano
  - 3e du Circuito dell'Assunta
- 2010
  - Trophée Mario Zanchi
  - Trofeo Banca Popolare di Vicenza
  - Mémorial Angelo Fumagalli
  - Giro dei Tre Ponti
  - 3e étape du Giro Ciclistico Pesca e Nettarina di Romagna (it)
  - Giro del Casentino
  - Medaglia d'Oro Fiera di Sommacampagna
  - 2e de la Coppa Collecchio
  - 3e de Vicence-Bionde
  - 3e de la Coppa Città di San Daniele

### Palmarès professionnel
- 2013
  - 2e étape du Tour du Limousin
  - 2e de la Coppa Sabatini
- 2014
  - Grand Prix Südkärnten
  - 7e étape du Tour de Colombie
  - 3e du Grand Prix de la côte étrusque
  - 3e du Trofeo Laigueglia
- 2015
  - 1re étape des Boucles de la Mayenne
  - 2e étape du Tour de Haute-Autriche
  - 2e du Prix des Vins Henri Valloton
  - 2e du Grand Prix de la ville de Nogent-sur-Oise
  - 2e des Boucles de la Mayenne
  - 2e du Trophée Matteotti
  - 3e du Tour de Berne
- 2016
  - 2e du Grand Prix du canton d'Argovie
  - 2e de la Coppa Sabatini
  - 3e de l'Horizon Park Classic
- 2017
  - Coppa Sabatini
- 2018
  - Grand Prix de Plumelec-Morbihan
  - Tour de Luxembourg :
    - Classement général
    - 2e et 3e étapes

  - 4e de Eschborn-Francfort
- 2019
  - 5e étape du Tour Poitou-Charentes en Nouvelle-Aquitaine
  - 2e du Grand Prix du canton d'Argovie
  - 3e du Tour de Luxembourg
- 2020
  - 2e de la Coppa Sabatini
  - 3e du Trofeo Playa de Palma-Palma
- 2021
  - 2e de Paris-Chauny
  - 2e du Tour de Drenthe
  - 3e du Samyn
  - 4e d'Eschborn-Francfort
- 2022
  - Circuit de Wallonie
  - 8e du Circuit Het Nieuwsblad
- 2023
  - 8e du Circuit Het Nieuwsblad
  - 8e d'À travers les Flandres

### Résultats sur les grands tours

#### Tour de France
4 participations
- 2017 : 137e
- 2018 : 95e
- 2019 : 88e
- 2022 : 51e

#### Tour d'Italie
4 participations
- 2021 : 72e
- 2023 : 65e
- 2024 : 81e
- 2025 : abandon (9e étape)

### Classements mondiaux
| Année                                 | 2009 | 2010 | 2011 | 2012 | 2013 | 2014 | 2015 | 2016 | 2017 | 2018 | 2019 | 2020 | 2021 | 2022 | 2023 | 2024  |
| ------------------------------------- | ---- | ---- | ---- | ---- | ---- | ---- | ---- | ---- | ---- | ---- | ---- | ---- | ---- | ---- | ---- | ----- |
| Classement mondial                    |      |      |      |      |      |      |      | 235e | 142e | 60e  | 135e | 80e  | 105e | 136e | 277e | 1007e |
| UCI Europe Tour                       | 352e | 171e | 708e | 512e | 184e | 63e  | 19e  | 96e  | 50e  | 6e   | 111e | 66e  | 89e  | 113e | nc   | nc    |
| UCI Asia Tour                         | nc   | nc   | 131e | nc   | 295e | nc   | nc   | nc   | 285e | nc   |      |      |      |      |      |       |
| UCI America Tour                      | nc   | nc   | nc   | nc   | nc   | 244e | nc   | nc   | nc   | nc   |      |      |      |      |      |       |
|                                       |      |      |      |      |      |      |      |      |      |      |      |      |      |      |      |       |
| Légende : nc = non classéSource : UCI |      |      |      |      |      |      |      |      |      |      |      |      |      |      |      |       |